# Blitz (revista)
BLITZ es una revista portuguesa, especializada en música y cultura popular. Se comenzó a publicar en noviembre de 1984 como un semanario, formato que mantuvo hasta abril de 2006 . Desde entonces, se publica como una revista de periodicidad mensual. Durante muchos años, fue el único periódico dedicado a la música publicado semanalmente en Portugal.

## Trayectoria
Fundada en noviembre de 1984, por los periodistas Manuel Falcão, que fue su primer director, Rui Monteiro y Cândida Teresa (directora gráfica hasta finales de 1999), y por el profesional de la industria discográfica João Afonso (que abandonó la publicación en 1985), tenía en su elenco inicial de colaboradores, entre otros, a António Pires, António Sérgio, Luís Peixoto, Luís Pinheiro de Almeida, Luís Vitta, Manuel Cadafaz de Matos, Quico Serrano, Ana Cristina Ferrão, Rui Neves, y Rui Pêgo, y a los fotógrafos de Alfredo Cunha y Luís Vasconcelos. La fotografía de Blitz contó también, a lo largo de los años, con colaboraciones de Inês Gonçalves, Daniel Blaufuks, Álvaro Rosendo y Rita Carmo, entre otros.
Además del extenso noticiario, de las entrevistas, muchas veces exclusivas, la casi exhaustiva cobertura crítica dada a discos y conciertos, y la atención dada al conjunto de la cultura juvenil nacida en los años 1980, mostrada a través de páginas de moda y cine, teatro y artes plásticas, se debe destacar la sección "Pregões e Declarações", un espacio de democracia y libertad de expresión que en esa época anticipó los chats de internet.
Rui Monteiro asumió el puesto de director en septiembre de 1988. En julio de 1992, Blitz fue adquirido por Controljornal (actual Grupo Impresa). En abril de 1995 fueron lanzados los Prémios de Música BLITZ. Una iniciativa inédita en Portugal que, por primera vez, y hasta 2001 (año en que la dirección de Impresa suspendió el evento), premió las mejores ediciones discográficas y las mejores actuaciones artísticas a través de la votación de un jurado constituido por más de 300 músicos y profesionales de la industria discográfica y los medios.
En noviembre de 2001, después de meses de conflicto con la dirección de Impresa por el futuro del periódicol, Rui Monteiro abandonó el semanario, siendo sustituido al frente de la dirección por Sónia Pereira. A partir del 1 de julio de 2003, el semanario entró en una nueva fase que pasó por la rediseño gráfico y editorial de algunos contenidos. En 2004, debido a la acentuada caída en las ventas, Pereira cedió su lugar a Pedro Gonçalves. En ese mismo año la tirada de la publicación llegó a las 20.000 copias. La publicación celebró su 20 aniversario, algo inédito en Portugal en una publicación de ámbito nacional.
En su último año de vida como semanario, Gonçalves, ante el cada vez más evidente declive de la publicación, fue sustituido, esta vez por Vítor Raínho, que vendría a ceder su lugar a Miguel Francisco Cadete, responsable de la dirección editorial de la publicación, en su nuevo formato como revista mensual, a partir del 20 de junio de 2006.

## Conclusión
Es unánimemente aceptado, entre los profesionales y los estudiosos de la comunicación social, que BLITZ se debe, en gran parte, al nuevo rol de la juventud como creadora y consumidora de una cultura autónoma, a través de la música, el cine, el teatro, las artes plásticas y de muchas otras importantes manifestaciones artísticas de las últimas tres décadas.